# 3e Brigade d'infanterie canadienne
La 3e Brigade d'infanterie canadienne était une brigade de la Force expéditionnaire canadienne lors de la Première Guerre mondiale. Elle faisait partie de la 1re Division canadienne.

## Unités
La 3e Brigade canadienne comprenait les unités suivantes :
- 13e Bataillon (Royal Highlanders of Canada), CEC
- 14e Bataillon (Royal Montreal Regiment), CEC
- 15e Bataillon (48th Highlanders of Canada), CEC
- 16e Bataillon (Canadian Scottish), CEC

## Annexe